# دواین وینز
دواین وینز (انگلیسی: Dwayne Wayans؛ زادهٔ ۲۰ ژوئیهٔ ۱۹۵۶) موسیقی‌دان، آهنگساز و نویسنده اهل ایالات متحده آمریکا و عضوی از خانواده وینز است.
از فیلم‌ها یا مجموعه‌های تلویزیونی که وی در آن‌ها نقش داشته است، می‌توان به دومینو و مرد کوچک اشاره نمود.